# Der er kun en
Der er kun én er Stig Kreutzfeldts andet soloalbum, som udkom i 1987. Kreutzfeldt producerede selv albummet, der blev mixet af Flemming Rasmussen.

## Spor
Side et
1. "Der Er Kun Én (Mund Som Din)" - 4:19
2. "Angela" - 4:29
3. "Vi Ka' Flytte Bjerge" - 4:22
4. "Ti Vilde Heste" - 5:38

Side to
1. "Du Tænder Lys" - 4:25
2. "Springer Ud Og Si'r Ja" - 4:45
3. "Ingenting Er Som Dig" - 4:25
4. "Pompeji" - 1:50
5. "Alt Kommer Igen" - 3:50